# 梁文
梁文（1444年—？），字光輔，江西吉安府龍泉縣人，民籍，明朝政治人物。

## 生平
江西鄉試第三十七名舉人。成化十七年（1481年）中式辛丑科會試第一百三十四名，三甲第一百四十名進士。

## 家族
祖父梁魁；父梁用琛，母劉氏。永感下。